# Gulella plantii
Gulella plantii é uma espécie de gastrópode da família Streptaxidae.
É endémica da África do Sul.